# ألفرد كولمان
ألفرد كولمان (بالإنجليزية: Alfred Coleman)‏ هو رسام أسترالي، ولد في 1890، وتوفي في 1952.